# Comuna Hmelivka, Volodîmîr-Volînskîi
Hmelivka (în ucraineană Хмелівка) este o comună în raionul Volodîmîr-Volînskîi, regiunea Volînia, Ucraina, formată din satele Hmeliv, Hmelivka (reședința), Jîtani și Nehvoroșcea.

## Demografie
Componența lingvistică a satului Hmelivka
     Ucraineană (99,41%)
     Alte limbi (0,51%)
Conform recensământului din 2001, majoritatea populației satului Hmelivka era vorbitoare de ucraineană (99,41%), existând în minoritate și vorbitori de alte limbi.